# Engrich Mariann
Engrich Mariann (Budapest, 1964. január 16. – Budapest, 1996. november 7.) kétszeres taekwondo világbajnok, taekwondo és kick-box Európa-bajnok, sotokan magyar bajnok, edző. Taekwondóban legyőzhetetlen örökös magyar bajnok, holland bajnok, négyszeres osztrák bajnok, német bajnok, 3 danos taekwondo mester.
1987-ben az év magyar sportolója címet nyerte el, a második a díj történetében, aki nem olimpiai sportágban kapta meg ezt a címet (3 évvel korábban Vidács Györgyné tekéző nyerte el a címet, 2007-ben pedig Talmácsi Gábor motorversenyző). 1996-ig öt alkalommal ítélték oda számára az év magyar taekwondózója címet. Technikás, erős, kemény versenyző, és rendkívül gyors - így lehetett jellemezni. Az osztrák Taekwondo Magazin még 1995-ben, 31 éves korában is azt írta róla, hogy küzdeni akarásával, agresszivitásával, támadókedvével a világ legjobb versenyzője.
Görbe Nóra dublőre volt a Linda című televíziós sorozatban, és más produkciókban is kaszkadőr szerepet vállalt. Rutger Hauer is meghívta egy filmjébe, erre azonban halála miatt már nem került sor. Nagy hobbija volt a lovaglás.
1996. november 7-én máig nem tisztázott körülmények között kizuhant a 8. emeletről. A rendőrségi nyomozás idegenkezűségre utaló nyomot nem talált. Az öngyilkos sportolók között tartják számon. Sírja a Kerepesi úti temetőben található.
Emlékét a taekwondo szakág 2000 óta a nevét viselő emlékversenyen eleveníti fel. Az MTK Hírességek Csarnokának tagja.

## Élete és sportpályafutása
1970−1978 között a pestszentlőrinci Gulner Gyula Általános Iskolában tanult. Elég későn, 17 éves korában, 1981-ben határozta el, hogy taekwondós lesz, bár a szülei féltették ettől a nem lányos sportágtól. Azt mondta otthon: "ha kitagadnak, akkor is karatézni fogok. Segített, hogy közel volt az edzőterem, az edzésekhez is jól tudtam egyeztetni az időmet. A többi pedig már útközben alakult ki... Patakfalvi Miklós edzővel".
Rövid idő kellett, hogy beleszeressek a karatéba. Mondják, mondták, nem nőnek való ez. Tévednek. Ezt nem lehet csak férfi vagy csak női sportágnak fölfogni. Akiben kitartás, akarat feszül, aki lát célt maga előtt, az bizton érhet el sikereket. 
1983-ban már a felnőttek 50 kg-os kategóriájában nyert országos ITF taekwondo bajnoki címet, ezt a sikerét abban az évben még egyszer megismételte. 1984-ben is mindkét országos bajnokságot megnyerte, majd azt követően a már csak évente egyszer rendezett országos bajnokságokon sosem talált legyőzőre. 1983 őszén vagy 1984 elején zöld öves versenyzőként került a válogatottba, ahol Patakfalvy Miklós vezette az edzéseit.
Már első nagy világversenyén, az 1984-es glasgowi taekwondo Vb-n bronzérmes, a budapesti Európa-bajnokságon a küzdelemben ezüstérmes, formagyakorlatban bronzérmes lett, valamint vezetésével a női csapat is ezüstérmet szerzett.
1987-ben Görögországban az 52 kg-os súlycsoportban a küzdelem kategóriában világbajnoki aranyérmet nyert, csapatban a törés kategóriában bronzérmet szerzett.
1987-ben ő volt a magyar sport egyetlen felnőtt női világbajnoka, ami nagyban közrejátszott abban, hogy az újságírók szavazatai alapján az év női sportolója kitüntető címet nyerte el. Sikerei titkaként azt tartotta, hogy örökké elégedetlen önmagával, és hogy a férfiakkal együtt készül.
1988-ban Budapesten rendezték a világbajnokságot, ahol a női csapat tagjaként törésben ismét aranyérmet szerzett, emellett a küzdelem kategóriában csapatban ezüstérmes, a formagyakorlatokban bronzérmes lett. Csapatban megkapták a legjobban küzdő csapatnak járó különdíjat is.
A taekwondo mellett a kick-box válogatott tagja is volt, és a Mestrében megrendezett 1988-as Európa-bajnokságon ebben a szakágban is Európa-bajnoki címet szerzett a semi-contact kategóriában. 1988-ban is szavazatot kapott az év sportolója választáson, amelyen azonban az olimpiai sportágak versenyzői, valamint Polgár Judit végeztek az élen abban az évben.
1989-ben a Zuglói SE teljes taekwondo szakosztálya 50 fővel, Patakfalvy Miklós vezetésével átment az MTK-VM akkor alakult taekwondo szakosztályába. A Zuglói SE-ben eltöltött nyolc év alatt a versenyzők és az edzők saját költségen készültek versenyeikre, utaztak, fedezték a szállás, az étkezés, a külföldi versenyek költségeit, az MTK-ban viszont ezek fedezete biztosítottá vált.
A sportágban ebben az időben végbement változások következtében egy új irányzat jött létre, a WTF taekwondo, amelynek hazai megalapításában, elterjesztésében és megerősítésében vezető szerepet játszott. 1992-ben Patakfalvy Miklóssal együtt léptek át az ITF szervezetétől a WTF-hez, és megalapították a Magyar WTF Taekwondo Szövetséget,  amelynek haláláig elnökségi tagja is volt. Az eredmények a WTA keretében sem sokáig várattak magukra. Olyan kisebb nemzetközi versenyeken gyűjtött tapasztalatokat és aratott győzelmeket, mint Sindelfingenben a Park Pokal, Hollandiában a Boeskool Kupa, majd Bécsben a nyílt bajnokságon. 1991-ben kapta meg a két dan fokozatot.
1992-ben a Valenciában rendezett Európa-bajnokságon bronzérmet szerzett és elnyerte az "Eb legjobb női versenyzője" különdíjat. Megnyerte a legnagyobb európai nyílt versenyt, a Holland Bajnokságot, ahol ugyancsak megkapta a legjobb női versenyzőnek járó tiszteletdíjat, győzött Oldenzaalban a Boeskool Kupán, és neki ítélték a legtechnikásabb női versenyző díját is. Négyszer, utoljára 1996-ban győzött a Nyílt Osztrák Bajnokságon, aranyérmes volt a Német Bajnokságon, mindemellett legyőzhetetlen örökös magyar bajnok volt, aki hazai mezőnyben soha nem kapott ki, sokszoros magyar bajnok, és 1994-ben már három danos taekwondo mester volt.
1993-ban a hollandiai Nijmegenben a WTF taekwondo második legrangosabb nemzetközi viadalán az előző évben elért harmadik helyezése után ebben az évben az 55 kg-osok között már az első helyet szerezte meg. 1994. novemberben a Bécs−Budapest pénzdíjas csapatversenyen a magyarok között a legjobb eredményt érte el, amikor 6−0-ra verte ellenfelét. A versenyt Bécs csapata nyerte 6−4-re. Ezt követően decemberben a dél-koreai Szöulban a rendkívül erős mezőnyben bronzérmet szerzett.
19 éves korától vezetett 6 és 17 év közötti gyerekeknek edzést. A Zsámbéki Tanítóképző Főiskola elvégzése után a Testnevelési Főiskola középfokú edzői szakán szerzett oklevelet. Az 1993-as gyerekbajnokságon egyik tanítványa szerezte meg a bajnoki címet. A mai edzők közül is jó néhányan nála kezdték a sportot, ilyen például Takács Gábor vagy Márton Zsolt. Fél évig dolgozott Dél-Koreában, hogy a taekwondo őshazájában sajátíthassa el, amit tudni lehetett erről a sportról. Alacsonyabb szintű, B-kategóriás versenyeken versenybíróként is dolgozott.

## Díjai, elismerései
- Az év női sportolója (1987)[22]
- Győzelemért emlékplakett (1988)[47]
- A taekwondo szakág Év sportolója díj (1992−1996) öt alkalommal)[2][48]
- A kick-box szakág Év sportolója díj (1988)[49]